# Hans Friedrich Geitel
Hans Friedrich Geitel (Brunswick, Ducado de Brunswick, 16 de julio de 1855 - Wolfenbüttel, Estado Libre de Brunswick, 15 de agosto de 1923) fue un físico alemán.

## Biografía
Por el traslado de su familia, debido a la profesión forestal de su padre, Hans Geitel se mudó a Bad Blankenburg en 1861 y creció cercano a Julius Elster. Asistieron juntos a la escuela y al instituto, y desarrollaron una amistad que mantendrían durante el resto de su vida. Su interés en la ciencia se convirtió en un campo de actividad compartido.
Durante sus estudios ambos pasaron dos años en Heidelberg y Berlín. En 1879, Geitel obtuvo su título de profesor en Brunswick y aceptó un puesto como profesor en la Gran Escuela de Wolfenbüttel. En 1881, Geitel consiguió llevar a Elster a la misma escuela. Allí intensificaron sus investigaciones conjuntas. Karl Bergwitz (1875-1958), que continuó con su investigación, fue uno de sus estudiantes. En 1892, Geitel fue elegido miembro de la Academia Alemana de Ciencias Naturales Leopoldina.

## Trabajo
Geitel y Elster publicaron trabajos sobre meteorología, física nuclear y efecto fotoeléctrico. Geitel reconoció la ley de decaimiento radiactivo en 1899 y acuñó el término «energía atómica». En 1893, inventó la célula fotoeléctrica.

## Publicaciones
- Elster, Julius y Geitel, Hans: Experiments on Hyperphosphorescenz. addenda a Annals of Physics and Chemistry, 21:455, 1897.
- Elster, Julius y Geitel, Hans: Via the influence of a magnetic field on the Becquerel rays caused by the conductivity of the air negotiations en la Sociedad de Física de Alemania, 1:136-138, mayo de 1899.
- Elster, Julius y Geitel, Hans: About Ozone formation of glowing platinum surfaces and Electrical conductivity of ozonized by phosphorus air. Annals of Physics and Chemistry, 275:321-331, 1890.
- Elster, Julius y Geitel, Hans: Experiments on Becquerel. Annals of Physics and Chemistry, 302:735-740, 1898.

## Premios
En 1899, Geitel recibió un doctorado honorífico en la Universidad de Gotinga. En 1915 recibió, junto con Elster, un título honorífico de la Universidad Técnica de Brunswick.